# Vall de Caballé I
Vall de Caballé I es un abrigo que contiene pinturas rupestres de estilo levantino. Está situado en el término municipal de Mequinenza (Aragón), en España. Se trata de un abrigo localizado en uno de los barrancos subsidiarios de Valmayor. Se sitúa en un afloramiento rocoso de la parte alta de la margen derecha de dicho barranco, muy cerca de su desembocadura al Ebro.  El abrigo, orientado al Sur, presenta sobre una pequeña repisa vertical una sola representación en color rojo intenso, con presencia de importantes desconchados en su mitad inferior, identificada con un motivo estiliforme o soliforme de ocho brazos terminados en tres apéndices, muy similar a los documentados en Vall de Mamet.
El abrigo está incluido dentro de la relación de cuevas y abrigos con manifestaciones de arte rupestre considerados Bienes de Interés Cultural en virtud de lo dispuesto en la disposición adicional segunda de la Ley 3/1999, de 10 de marzo, del Patrimonio Cultural Aragonés. Este listado fue publicado en el Boletín Oficial de Aragón del día 27 de marzo de 2002. Forma parte del conjunto del arte rupestre del arco mediterráneo de la península ibérica, que fue declarado Patrimonio de la Humanidad por la Unesco (ref. 874-662). También fue declarado Bien de Interés Cultural con el código RI-51-0009509.